# Équipe des Samoa de rugby à XIII
L'équipe des Samoa de rugby à XIII, surnommé Toa Samoa, est l'équipe qui représente les Samoa dans les principales compétitions internationales de rugby à XIII sous l'égide de la Saoman Rugby League. Elle fait partie des meilleures sélections au monde comme l'atteste sa place de finaliste à la coupe du monde 2021.

## Histoire
Mis en place en 1997, l'équipe des Samoa était depuis 1988 connue sous le nom des Samoa Occidentales (à ne pas confondre avec les Samoa américaines), le rugby à XIII a été introduit au cours des années 1980. La qualité de sa sélection lui a permis de réaliser de grandes performances tels que les quarts de finale en Coupe du monde lors des éditions 2000, 2013 et 2017. Dernièrement, sa victoire 32-16 contre ses voisins fidjiens en mai 2014 leur permet de prendre part pour la première fois au Tournoi des Quatre Nations. Elle a remporté par ailleurs à trois reprises la Coupe Pacifique (1990 et 1992). Mieux lors de la coupe du monde 2021, disputée à l'automne 2022, les Tao Samoa battent l'Angleterre, nation hôte de la compétition, en demi-finale. Ils deviennent ainsi la cinquième sélection à se hisser à ce niveau de la compétition.

## Palmarès
- Coupe du monde
  - Finaliste : 2021.
- Coupe Pacifique (2):
  - Vainqueur : 1990, 1992.
  - Finaliste : 1988.

## Personnalités et joueurs emblématiques
Les joueurs samoans, qu'ils jouent pour leur équipe nationale, ou pour des équipes comme la Nouvelle-Zélande ou l'Australie, se distinguent régulièrement sur les terrains de l'élite internationale. En 2018, le magazine anglais Rugby League World rend hommage à l'un d'entre eux, en le faisant rentrer dans un classement des talents étrangers (hors Angleterre, Nouvelle-Zélande, et Australie) : Il s'agit du centre Tim  Lafai (Suvai) qui  prend la cinquième place de ce classement.

## Effectif actuel de l'équipe des Samoa

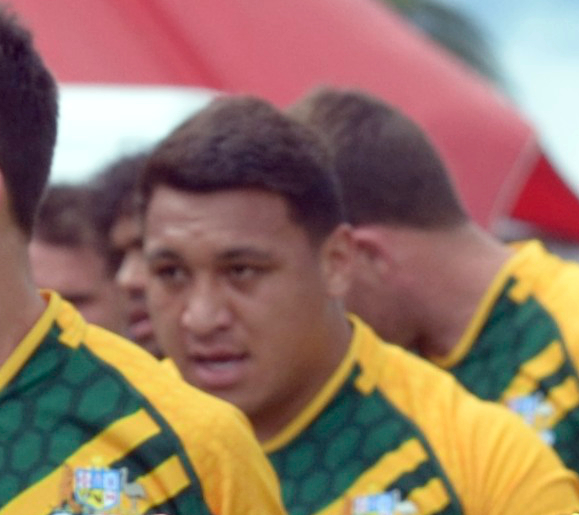
Josh Papalii fait partie de la sélection pour la Coupe du monde 2021.

Les joueurs présents ci-dessous sont les vingt-quatre joueurs sélectionnés pour la Coupe du monde 2021.
| Joueur                        | Club                         |
| ----------------------------- | ---------------------------- |
| Josh Aloiai (en)              | Manly-Warringah Sea Eagles   |
| Fa'amanu Brown (en)           | Wests Tigers                 |
| Stephen Crichton              | Penrith Panthers             |
| Mat Feagai (en)               | St. George Illawarra Dragons |
| Braden Hamlin-Uele (en)       | Cronulla-Sutherland Sharks   |
| Chanel Harris-Tavita          | New Zealand Warriors         |
| Royce Hunt                    | Cronulla-Sutherland Sharks   |
| Oregon Kaufusi                | Parramatta Eels              |
| Luciano Leilua (en)           | North Queensland Cowboys     |
| Spencer Leniu                 | Penrith Panthers             |
| Danny Levi                    | Huddersfield Giants          |
| Jarome Luai                   | Penrith Panthers             |
| Taylan May                    | Penrith Panthers             |
| Tyrone May                    | Dragons Catalans             |
| Anthony Milford               | Newcastle Knights            |
| Josh Papali'i                 | Canberra Raiders             |
| Junior Paulo                  | Parramatta Eels              |
| Jaydn Su'a                    | St. George Illawarra Dragons |
| Joseph Sua'ali'i              | Sydney Roosters              |
| Hamiso Tabuai-Fidow (en)      | North Queensland Cowboys     |
| Izack Tago (en)               | Penrith Panthers             |
| Martin Taupau                 | Manly-Warringah Sea Eagles   |
| Brian To'o                    | Penrith Panthers             |
| Kelma Tuilagi                 | Wests Tigers                 |
| Entraîneur : Matt Parish (en) |                              |

## Parcours en Coupe du monde
| Année | Position    |         | Année           | Position |                 | Année | Position |
| 1954  | Non invitée | 1975    | Non invitée     | 2008     | Neuvième        |       |          |
| 1957  | Non invitée | 1977    | Non invitée     | 2013     | Quart-de-finale |       |          |
| 1960  | Non invitée | 1985-88 | Non invitée     | 2017     | Quart-de-finale |       |          |
| 1968  | Non invitée | 1989-92 | Non invitée     | 2021     | Finaliste       |       |          |
| 1970  | Non invitée | 1995    | Non invitée     | 2025     | Qualifié        |       |          |
| 1972  | Non invitée | 2000    | Quart-de-finale |          |                 |       |          |